# 스튜디오

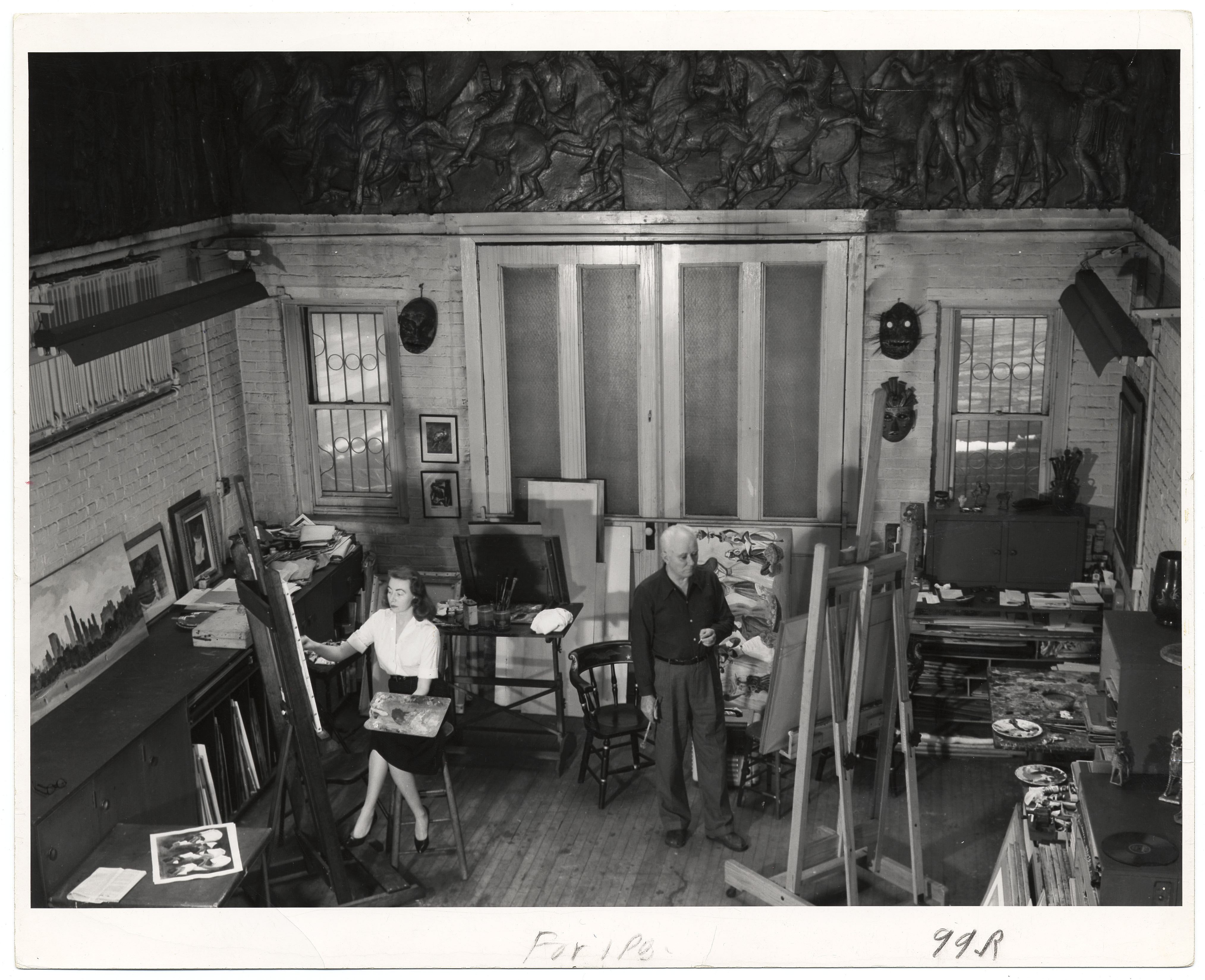
1940년경, 미국의 한 스튜디오.

현대의 사진 스튜디오

스튜디오(studio, 일본어: スタジオ 스타지오[*], 문화어: 스타디오) 또는 촬영소(撮影所)는 녹음·녹화·영화 촬영, 라디오나 텔레비전 프로그램 제작, 사진 촬영 같은 작업에 필요한 설비를 갖춘 곳을 뜻한다.
목적에 따라 녹음 스튜디오, 텔레비전 스튜디오 등으로 부른다. 부조정실과 스튜디오 플로어가 있는데, 부조정실은 독립된 방으로 한 면이 유리로 되어 있으며, 제작을 지휘하고 각종 기기를 통제한다. 스튜디오 플로어는 출연자나 아나운서가 실제로 프로그램을 진행하는 곳이다.

## 같이 보기
- 공방

1. ↑  mimosa (2023년 7월 6일). “Studio là gì? Căn hộ Studio là gì? Giải đáp chi tiết A - Z” (영어). 2023년 7월 14일에 확인함.